# Родина (село)
Вижте пояснителната страница за други значения на Родина.
Ро́дина е село в Северна България. То се намира в община Златарица, област Велико Търново. Предишното име на селото е Тантури.

## География
Намира се в живописна местност в предбалкана на Централна Стара планина.

## Население
Преброяване на населението през 2011 г.
Численост и дял на етническите групи според преброяването на населението през 2011 г.:
|                     | Численост | Дял (в %) |
| Общо                | 523       | 100,00    |
| Българи             | 126       | 24,09     |
| Турци               | 309       | 59,08     |
| Цигани              | 0         | 0,00      |
| Други               | 0         | 0,00      |
| Не се самоопределят | 0         | 0,00      |
| Неотговорили        | 79        | 15,10     |

## Редовни събития
- Събор на селото – 21 ноември.